# Le Chant de la mer (film, 2014)
Pour le film brésilien de 1953, voir Le Chant de la mer (film, 1953).
Pour les articles homonymes, voir Le Chant de la mer.
Pour plus de détails, voir Fiche technique et Distribution.
Le Chant de la mer (Song of the Sea) est un film d'animation coproduit dans cinq pays européens (Irlande, Belgique, Luxembourg, Danemark, France), réalisé par l'Irlandais Tomm Moore et sorti en salles en France le 10 décembre 2014. C'est un dessin animé qui relate les aventures d'une famille vivant sur la côte irlandaise et dont la fille est une selkie, être merveilleux capable de se métamorphoser en phoque.

## Synopsis
L'histoire se déroule en Irlande vers la fin des années 1980. Ben, son père Conor et sa mère Bronagh (Bruna dans la version française) vivent heureux dans un phare. Bruna apprend à Ben toutes sortes de légendes et de chansons traditionnelles, y compris la légende du géant Mac Lir, si triste qu'il pleura tout un océan avant d'être changé en pierre par sa mère qui voulait l'apaiser. Une nuit, Bruna donne à Ben un coquillage en spirale que l'on peut utiliser pour écouter le bruit de la mer ou bien pour jouer de la musique. Mais la même nuit, Bruna, sur le point d'accoucher, quitte le phare et disparaît, laissant derrière elle sa fille, Saoirse (Maïna dans la version française). Ben avait promis à sa mère d'être le meilleur grand frère du monde, mais, quelques années après, les deux enfants ne s'entendent pas bien. Conor, encore très affligé par la disparition de sa femme, chouchoute Saoirse et Ben en est jaloux. Il se console en jouant avec Cú (Joe dans la version française), un gros chien poilu et affectueux. Quant à Saoirse (Maïna), c'est une petite fille particulière, car elle est muette depuis sa naissance. 
Le jour du sixième anniversaire de Saoirse, ils reçoivent la visite de la grand-mère (la mère de Conor), qui cherche à les convaincre d'aller vivre en ville. Le soir, Saoirse, en cachette, souffle dans le coquillage de Ben. Cela attire des lumières magiques venues de la mer, qui guident la petite fille jusqu'au coffre où Conor conserve un manteau en peau de phoque juste à la taille de Saoirse. Saoirse met le manteau et suit les lumières jusqu'à la mer où elle plonge avec des phoques et se rend compte qu'elle a le pouvoir de se changer en un petit phoque blanc : elle est une selkie. Mais le lendemain, la grand-mère, affolée d'avoir retrouvé Saoirse dormant sur la plage avec un début de rhume, convainc Conor de la laisser emmener les deux enfants vivre chez elle, en refusant d'emmener le chien. Conor accepte et jette à la mer le coffre contenant le manteau de Saoirse. Ben et Saoirse détestent la maison de la grand-mère, et Ben finit par partir pour aller retrouver Cú. Saoirse le suit, ce qu'il accepte de mauvais gré. Ils rencontrent par hasard des sidhes, esprits de la nature, et Ben apprend ainsi que les légendes que lui racontait sa mère sont des réalités. Mais les sidhes sont en danger : ils sont menacés par les hiboux envoyés par Macha, des hiboux capables d'aspirer les émotions des sidhes, ce qui les change en pierre. Les sidhes révèlent à Ben que Saoirse est une selkie et qu'elle seule est capable de sauver les sidhes en chantant sa chanson, ce qu'elle ne pourra faire qu'une fois qu'elle portera son manteau. 
Ben et Saoirse s'enfuient de justesse tandis que les sidhes arrêtent les hiboux. Au fil du chemin, ils se réconcilient peu à peu et commencent à s'entraider. Et ils rencontrent Cú, qui s'est enfui pour les retrouver. Mais Saoirse s'affaiblit anormalement, ses cheveux commencent à devenir gris et ses traits se creusent. Surpris par une averse, les deux enfants s'abritent dans une chapelle contenant un puits sacré. Saoirse profite d'un moment d'inattention de Ben pour tenter de rentrer plus vite en passant par le puits. Entraîné par Cú, Ben, terrifié, pense se noyer mais débouche finalement dans une grotte souterraine. Il y rencontre le Grand Chanaki, un sidhe savant mais distrait aux cheveux et à la barbe immensément longs. Le sidhe lui explique que Saoirse risque de mourir en moins d'une journée si elle reste éloignée de son manteau. Il lui indique enfin un chemin pour rejoindre le phare, mais le prévient qu'il rencontrera sur son chemin Macha qui tentera de le désespérer.
Ben suit le chemin indiqué par le sidhe et Macha lui envoie des images de son enfance qui l'attristent beaucoup. Lorsqu'il arrive à la chaumière de Macha, il découvre qu'elle ressemble terriblement à sa grand-mère, mais avec des traits plus proches de ceux d'une chouette. Macha tente de manipuler Ben pour le convaincre de la laisser aspirer sa tristesse, ce qui le changera en pierre. Ben est tiré du sortilège par les aboiements de Cú : il s'enfuit à l'étage, où il retrouve son chien et Saoirse qui est à moitié pétrifiée. Les deux enfants parviennent finalement à repousser Macha et ses hiboux en jouant du coquillage, ce qui brise les bocaux où Macha enferme ses propres émotions. Affligée, Macha se rend compte de l'erreur qu'elle a commise en croyant protéger les gens de leurs émotions. Elle aide alors les enfants en leur confiant des esprits des vents qui les aident à rejoindre le phare à toute vitesse. Pendant ce temps, à la ville, la grand-mère se rend compte de leur disparition et file en voiture vers le phare. Parvenu au phare, Ben tente de convaincre son père de l'aider à retrouver le manteau de Saoirse, mais il refuse de le croire et emmène les deux enfants sur sa barque vers la ville et l'hôpital. Mais Ben, surmontant sa peur de l'eau, plonge, aidé par les phoques, et parvient à retrouver le coffre contenant le manteau. Conor récupère Ben dans l'eau et ce dernier peut recouvrir Saoirse de son manteau. Ils abordent sur l'îlot de Mac Lir mais Saoirse ne va pas mieux. Ben a alors l'idée de lui faire chanter la chanson de la mer que Bruna lui a apprise. Saoirse chante, et son chant met en œuvre une puissante magie qui libère tous les êtres magiques : les sidhes, Macha, et le géant Mac Lir lui-même, qui se relève. Tous les sidhes s'éloignent alors vers l'autre monde (le Sidh) dans une grande lumière. Une selkie apparaît alors sur l'îlot : c'est Bruna. Bruna explique qu'elle va devoir repartir, et que Saoirse doit choisir entre vivre comme une selkie dans la mer, parmi les sidhes, ou rester sur le rivage et devenir complètement humaine. Saoirse, qui s'est réconciliée avec Ben, choisit de rester. La séparation est difficile, mais, désormais, le père, les deux enfants et la grand-mère resteront vivre dans le phare, réconciliés.

## Fiche technique
- Titre original : Song of the Sea
- Titre français : Le Chant de la mer
- Réalisation : Tomm Moore
- Scénario : Will Collins d’après une histoire originale de Tomm Moore
- Direction artistique : Adrien Mérigeau
- Musique : Bruno Coulais et Kíla
- Studios de production : Cartoon Saloon (Irlande), Mélusine Productions (Luxembourg), Norlum (Danemark), Superprod (France), The Big Farm (Belgique)[1]
- Société de distribution : Universal Pictures uniquement
- Pays d'origine : Irlande, Belgique, Danemark, France, Luxembourg[1]
- Format : Couleurs - 35 mm
- Genre : animation, fantastique
- Durée : 93 minutes
- Date de sortie : 
  - France : 10 décembre 2014

## Distribution

### Voix originales
- Brendan Gleeson : Conor, le père de Ben et Saoirse / Mac Lir
- Fionnula Flanagan : grand-mère / Macha
- David Rawle (en) : Ben
- Lucy O'Connell : Saoirse
- Lisa Hannigan : Bronagh, la mère de Ben et Saoirse
- Jon Kenny (en) : Dan

### Voix françaises
- Celya Ansaldo : Maïna
- Jean-Stan DuPac : Ben
- Patrick Béthune : Connor, le père de Ben et Maïna / Mac Lir.
- Nolwenn Leroy : Bruna, la mère de Ben et Maïna
- Nathalie Homs : Grand mère / Macha
- Frédéric Cerdal : Chanaki / Dan
- Cyrille Artaux : Lug
- Pascal Sellem : Spud (redoublé par Pierre Tessier lors de la sortie DVD)
- Thisbée Vidal-Lefebvre : Petit Ben
- Marc Perez : le chauffeur
- Didier Brice : Mossy
- Voix additionnelles : Jennifer Fauveau, Capucine Delaby, Brigitte Lecordier, Jean-Luc Atlan, Thibaut Lacour et Mathieu Rivolier

Version française
- Direction artistique : Jean-Philippe Puymartin[2]
- Adaptation des dialogues : Marianne Rabineau

 Source et légende : version française (VF) sur RS Doublage

## Production
Le Chant de la mer est le second film d'animation réalisé par Tomm Moore après Brendan et le secret de Kells en 2009. Comme le précédent, il puise dans les mythes et les légendes et utilise une esthétique celtique. L'histoire est inspirée du folklore écossais, irlandais et féroïen, en particulier des croyances concernant les selkies. Tomm Moore conçoit ce projet pendant son travail sur Brendan et le secret de Kells. Il y est encouragé par le succès de Brendan, mais désire créer à présent une histoire plus familiale. Il travaille avec le scénariste Will Collins avec le désir d'inclure dans l'histoire à la fois des éléments tristes et mélancoliques propres aux contes et d'autres plus amusants. Les difficultés de l'écriture consistent essentiellement à faire le tri parmi les nombreuses idées et pistes possibles, ce qui aboutit à concentrer le film sur la famille des personnages : l'histoire du géant Mac Lir et de la sorcière est simplifiée et réécrite pour que ces deux personnages deviennent des versions exagérées des personnages du père et de la grand-mère. Parmi ses inspirations en tant que réalisateur, Moore cite Hayao Miyazaki, dont il a découvert les films assez tard mais qui correspondent au genre de film qu'il souhaite faire lui-même ; il dit s'être beaucoup inspiré de Mon voisin Totoro pour Le Chant de la mer.
Tomm Moore fait de nouveau appel à Bruno Coulais et à Kila (avec qui il avait déjà travaillé pour Brendan...) pour la bande originale et les chansons du film. Le travail sur le scénario se poursuit encore après la création d'un premier story board et le début du travail de Bruno Coulais sur la musique.
La direction artistique du film est assurée par Adrien Mérigeau. L'univers visuel du film est dominé par la technique de l'aquarelle : Tomm Moore s'inspire beaucoup des paysages du peintre Paul Henry. Le film intègre aussi les marques et les lignes en ogham qu'on trouve sur les ruines en Irlande et les combine avec des inspirations empruntées à l'art moderne, notamment à des peintres comme Paul Klee et Vassily Kandinsky. Moore choisit une nouvelle fois l'animation en 2D plutôt que les images de synthèse, car il préfère le dessin et en apprécie aussi le caractère classique et intemporel, comparé aux films en images de synthèse que le progrès rapide des technologies rend très vite datés.
La recherche de financements pour le film commence peu après la nomination aux Oscars de Brendan et le secret de Kells. Tomm Moore en recherche d'abord aux États-Unis afin de regrouper l'ensemble du travail dans un seul studio, mais il est dissuadé par les fortes exigences des studios américains qui réclament un fort contrôle sur le contenu du film et veulent en faire une comédie destinée au public américain. Il en revient alors au principe d'une coproduction européenne, qui permet davantage d'indépendance. Malgré la complexité d'une coproduction impliquant cinq pays, le travail s'organise sans grande difficulté, grâce à l'expérience précédente de Moore sur Brendan et avec son studio Cartoon Saloon. Les principaux artistes de chaque studio sont invités à venir passer deux mois en Irlande afin de voir les paysages dont doit s'inspirer le film et de resserrer les liens entre les différents studios impliqués. Le budget du film s'élève à environ 5,3 millions d'euros.

## Accueil critique
En France, Le Chant de la mer reçoit un accueil favorable dans la presse et sur les sites Internet spécialisés. Le site Allociné confère au film une moyenne de 3,9 sur 5 sur la base des notes fournies par 20 titres de presse. Parmi les critiques les plus favorables, Bernard Génin, dans la revue de cinéma Positif, estime que Tomm Moore confirme son talent et sa personnalité avec ce second film d'animation. Dans Le Monde, Sandrine Marques y voit « un enchantement » et en apprécie les « détails luxuriants et [la] beauté étourdissante ». Dans Libération, Anne Diatkine est sensible à la poésie du film, à « la magie des images aquatiques » et à la richesse du film, qui « s'appréhende par de multiples facettes » selon le personnage dont on adopte le point de vue. 
Dans Les Cahiers du cinéma, Florent Guézenguar donne un avis en demi-teinte, jugeant ce second film de Tomm Moore « aussi celtique et réussi mais un brin plus convenu ». Sur le site Les Fiches du cinéma, Ghislaine Tabareau donne un avis similaire : elle estime le film « moins singulier que Brendan et le secret de Kells » et indique qu'il est « émouvant et poétique pour certains, mièvre pour d'autres ».

## Box-office
Le film est distribué en France par Haut et court sur 240 copies.

## Diffusion en vidéo
Le Chant de la mer est édité en DVD et en Blu-Ray aux éditions Keep Case en mai 2015. 

## Distinctions

### Récompenses
Fin octobre 2014, Le Chant de la mer a remporté un Prix spécial du jury au Festival Voix d'étoiles (Festival des voix du film d'animation) à Port Leucate en France.
Fin novembre 2014, Le Chant de la mer a remporté le prix de la section AnimaFICX au 52e Festival de Gijón en Espagne.
En mai 2015, le film est élu Meilleur film aux prix de l'Académie irlandaise de cinéma et télévision, les IFTA.

### Nominations
- Annie Awards 2015 :
  - Meilleur film d'animation
  - Meilleure conception de personnages
  - Meilleure réalisation
  - Meilleure musique
  - Meilleurs décors
  - Meilleur scénario
  - Meilleur montage[12].
- Oscars du cinéma 2015 : meilleur film d'animation
- César du cinéma 2015 : Meilleur film d'animation